# Jura (vinregion)

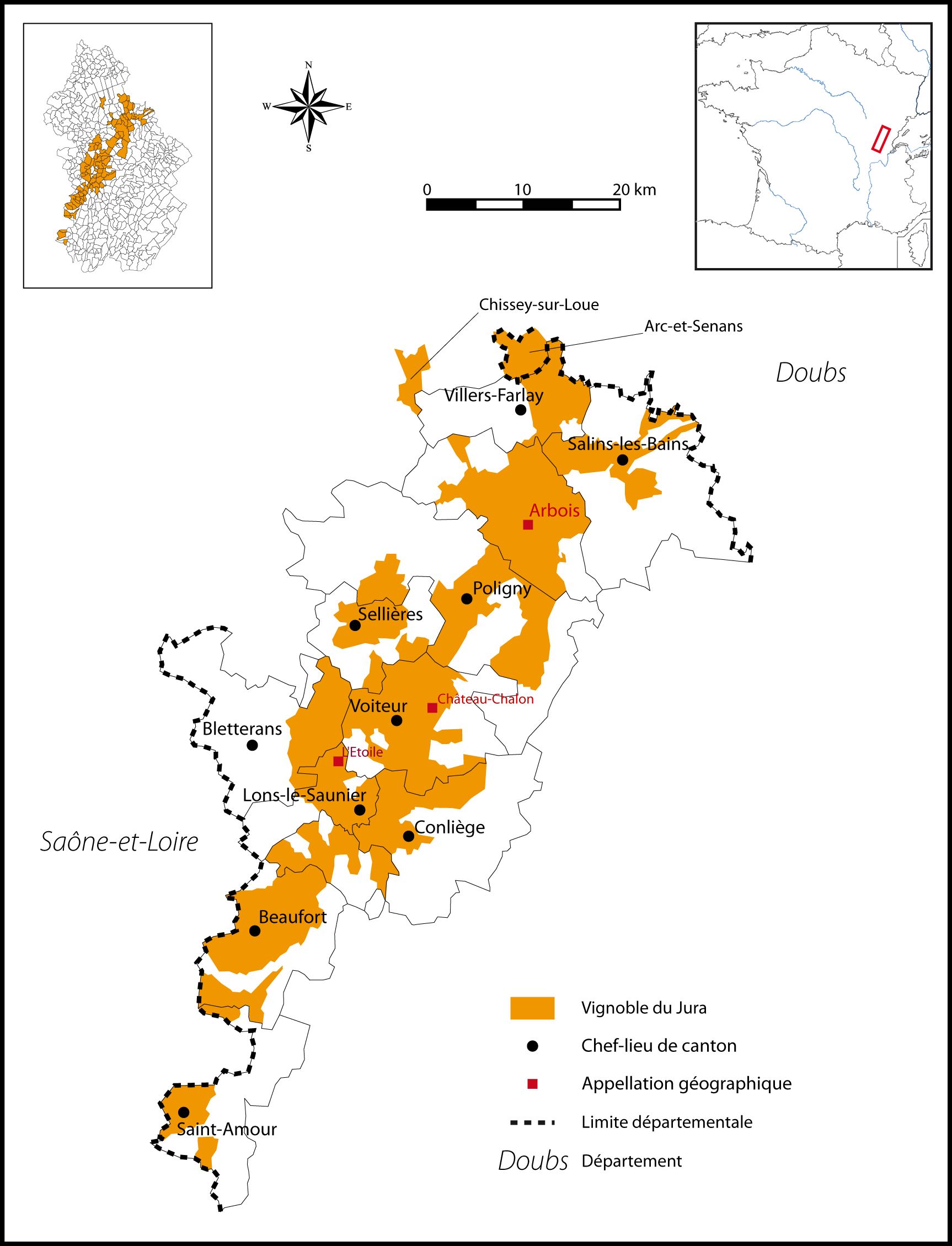
Översikt över vindistriktet

Jura är en vinregion som ligger vid Jurabergens fot i östra Frankrike vid gränsen mot Schweiz. Området ligger 8 mil öster om vindistriktet Bourgogne (vindistrikt).

## Kända viner
Vin Jaune "Det gula vinet" görs av druvan Savagnin. Detta är ett torrt vin som tillverkas genom en metod som liknar framställningssättet för sherry. Efter jäsningen lagras vinet på ekfat som inte fylls ända upp. Detta gör att de speciella jäststammar som lever i faten börjar att föröka sig och lägger sig som en hinna på ytan av vinet, vilket skyddar det mot att komma i kontakt med syre. Till skillnad från sherry är vin jaune dock inte ett starkvin.
Vin de Paille är ett sött vin som tillverkas av druvor som fått torka på halmmattor efter skörden. Vinet görs oftast av druvorna Savagnin och Chardonnay.

## Indelning
I regionen finns i huvudsak fyra geografiska appellationer: den regionala appellationen Côtes de Jura, samt Arbois och de mindre L'Étoile och Château Chalon.